# Chariesthes formosa
Chariesthes formosa är en skalbaggsart som beskrevs av Jordan 1894. Chariesthes formosa ingår i släktet Chariesthes och familjen långhorningar.
Artens utbredningsområde är Gabon. Inga underarter finns listade i Catalogue of Life.